# Selección de fútbol sub-23 de Argentina
La selección de fútbol sub-23 de Argentina es el equipo formado por jugadores de nacionalidad argentina menores de 23 de años de edad que representa al Comité Olímpico Argentino (COA) y a la Asociación del Fútbol Argentino (AFA). Desde 1952 es además la encargada de defender a Argentina en los Juegos Olímpicos, fecha en que se establece el amateurismo en la cita a la que Argentina acude con los juveniles, y desde 1992 de manera oficial en donde se establece la normativa sub-23.
El combinado representa en la actualidad a la Argentina en las competiciones de fútbol de los Juegos Olímpicos. Esta selección está limitada a los jugadores que tengan hasta 23 años, excepto por 3 jugadores de la selección mayor.
En sus participaciones en las Olimpíadas, ha conseguido, una medalla de plata en la edición de 1996 de Atlanta y dos medallas de oro en la edición de 2004 de Atenas, y en la de 2008 de Pekín, estableciendo un récord de partidos consecutivos ganados por cualquier país, con 12 seguidos.

## Historia

### Época amateur (1948 - 1992)
Hasta 1948, el torneo era disputado por las selecciones absolutas de cada país, por lo que la selección argentina fue la encargada de acudir al certamen, donde consiguió su mayor logro en la edición de 1928 de Ámsterdam donde conquistó la medalla de plata.
A partir de dicha fecha, la FIFA y el COI deciden restringir el acceso a los futbolistas profesionales, naciendo así la época «amateur» del fútbol en los Juegos Olímpicos. 
Cuando a la mayoría de asociaciones y confederaciones mundiales había llegado ya la profesionalización en este deporte, llegaba esta restricción en el evento olímpico, principalmente para buscar una mayor competitividad entre los participantes (debida el gran desequilibrio entre selecciones, donde por ejemplo las sudamericanas o europeas, eran muy superiores al resto), y que el evento olímpico no desluciese a la ya existente máxima competición futbolística a nivel mundial, la Copa del Mundo. 
Dicha normativa favoreció especialmente a los equipos de la Europa del Este, que viendo como la restricción no les afectaba a ellos, al no tener jugadores profesionales a los que impedir acudir al torneo ya que seguían compitiendo con el mismo equipo desde sus fundaciones, esto es, con jugadores no profesionales, ya que en dichos países no se aplicaba tal circunstancia para sus deportistas futbolísticos, se convirtieron en los grandes dominadores del torneo, ganando todas las ediciones siguientes a excepción de la de 1984 celebrada en Los Ángeles y la de 1948 celebrada en Londres.
Esta circunstancia obligó a que las selecciones de la UEFA, CONMEBOL y CONCACAF debieran desarrollar nuevas selecciones al margen de la absoluta para poder participar en el torneo. Nacen así las denominadas selecciones «amateurs».
Argentina, incluida dentro de la circunstancia, decide potenciar sus selecciones juveniles, y designa así al combinado sub-23 como la selección encargada para que les represente en los Juegos Olímpicos, buscando una solución al profesionalismo, tal y como hacen el resto de selecciones implicadas. Durante dicho período «amateur», representado por la sub-23, la mejor actuación del combinado es un 7º puesto en la edición de 1960 celebrada en Roma, mientras que llegó a la 10° posición en la edición de 1964 y 8° en 1988 hasta que en 1992 se produjese una nueva variación en la normativa. 
En las ediciones de 1984 y 1988, ya se vislumbraban indicios de ese nuevo cambio, buscando resolver la controversia dentro del fútbol. El espíritu de los Juegos Olímpicos donde se enfrentan los mejores deportistas de cada disciplina, chocaba con la restricción de futbolistas profesionales. Por tal motivo vuelve a permitirse su participación en los torneos, con la salvedad de aquellos que ya hubiesen disputado alguna edición de la Copa del Mundo. Los argentinos, que acudían ya con representantes juveniles, vieron como el resto de selecciones debieron volver a reajustar sus integrantes, presentando así igual que ellos a sus selecciones juveniles, ya que eran en muchos casos sus mejores jugadores profesionales que no habían acudido a algún Mundial.

### Selección Sub-23 (Desde 1992)
Luego de la decisión de la FIFA y COI de hacer participar de manera oficial a selecciones sub-23, Argentina participa recién en la edición de 1996, donde obtendría la Medalla de Plata tras perder por 3 a 2 ante Nigeria. Luego ganó el torneo de fútbol Olímpico en Atenas 2004 ante Paraguay, ganando todos sus partidos sin recibir goles, y repitió medalla dorada en Pekín 2008 tras ganarle a Nigeria 1-0 en la final. Esa victoria estableció el récord de victorias consecutivas en los torneos de fútbol con 12 (6 ganados en 2004 y 6 en 2008). Javier Mascherano fue el único sobreviviente de la escuadra 2004 y por consiguiente se convirtió en el segundo argentino en ganar dos medallas de oro olímpicas, estadística que comparte junto con al polista Juan Nelson (París, 1924 y Berlín, 1936).

## Encuentros recientes y próximos partidos
| Fecha      | Lugar         | Competencia           | Local     | Resultado | Visitante |
| ---------- | ------------- | --------------------- | --------- | --------- | --------- |
| 21/01/2024 | Valencia      | Preolímpico 2024      | Argentina | 1 - 1     | Paraguay  |
| 24/01/2024 | Valencia      | Preolímpico 2024      | Perú      | 0 - 2     | Argentina |
| 30/01/2024 | Valencia      | Preolímpico 2024      | Chile     | 0 - 5     | Argentina |
| 02/02/2024 | Valencia      | Preolímpico 2024      | Argentina | 3 - 3     | Uruguay   |
| 05/02/2024 | Caracas       | Preolímpico 2024      | Argentina | 2 - 2     | Venezuela |
| 08/02/2024 | Caracas       | Preolímpico 2024      | Argentina | 3 - 3     | Paraguay  |
| 11/02/2024 | Caracas       | Preolímpico 2024      | Brasil    | 0 - 1     | Argentina |
| 22/03/2024 | Mazatlán      | Amistoso              | México    | 2 - 4     | Argentina |
| 25/03/2024 | Puebla        | Amistoso              | México    | 3 - 0     | Argentina |
| 08/06/2024 | Buenos Aires  | Amistoso              | Argentina | 4 - 0     | Paraguay  |
| 10/06/2024 | Lanús         | Amistoso              | Argentina | 2 - 0     | Paraguay  |
| 19/07/2024 | Vitré         | Amistoso              | Argentina | 0 - 1     | Guinea    |
| 24/07/2024 | Saint-Étienne | Juegos Olímpicos 2024 | Argentina | 1 - 2     | Marruecos |
| 27/07/2024 | Saint-Étienne | Juegos Olímpicos 2024 | Argentina | 3 - 1     | Irak      |
| 30/07/2024 | Lyon          | Juegos Olímpicos 2024 | Ucrania   | 0 - 2     | Argentina |
| 02/08/2024 | Burdeos       | Juegos Olímpicos 2024 | Francia   | 1 - 0     | Argentina |

## Indumentaria

### Uniforme

#### Uniforme titular
| Primer uniforme | (Ver evolución) | Uniforme actual |

#### Uniforme alternativo
| Primer uniforme | (Ver evolución) | Uniforme actual |

### Proveedores
| Periodo   | Proveedor       |
| --------- | --------------- |
| 1959-1963 | Industria Lanús |
| 1964-1965 | Noceto Sports   |
| 1966      | Sportlandia     |
| 1967-1974 | Industria Lanús |
| 1974-1979 | Adidas          |
| 1980-1989 | Le Coq Sportif  |
| 1990-1998 | Adidas          |
| 1999-2001 | Reebok          |
| 2001-act. | Adidas          |

## Transmisión televisiva
- Juegos Olímpicos:  Televisión Pública y TyC Sports
- Preolímpico Sudamericano: Televisión Pública y TyC Sports

## Instalaciones

### Complejo Deportivo de Ezeiza "Lionel Andrés Messi"
La selección argentina cuenta con un predio de 48 hectáreas ubicado en el partido de Ezeiza, en la provincia de Buenos Aires, a la vera de la Autopista Ricchieri. El predio cuenta con tres complejos de alto nivel: uno de ellos lo utiliza la selección mayor, otro las selecciones juveniles y el tercero de apoyo logístico.
El predio pone a disposición de los jugadores y entrenadores nueve estadios, de los cuales siete tienen las medidas reglamentarias y los otros dos con medidas reducidas. Sus instalaciones cuentan además con todo lo necesario para el alojamiento de los planteles, con habitaciones, cocinas, comedores, vestuarios, gimnasios, consultorios médicos, salas de conferencia, salas de vídeo y microcine.
El predio fue nombrado el 28 de octubre de 2014 como Julio Humberto Grondona, en honor al fallecido presidente de la AFA, cargo que ejerció durante 35 años. Posteriormente el 25 de marzo de 2023 pasó a llamarse Lionel Andrés Messi, en honor a su trayectoria como futbolista vistiendo la camiseta nacional por más de 20 años y la obtención del título mundial en 2022.
La historia de su construcción se remonta a 1979, cuando Grondona, recién asumido presidente, decidió adquirir un predio dedicado al entrenamiento de la albiceleste, que se concentraba en otras instalaciones, como la Fundación Salvatori y el sindicato de Empleados de Comercio. Para ello, la selección se enfrentó con un combinado amistoso llamado Resto del Mundo, el 25 de junio de 1979, como primer aniversario de la obtención del mundial '78, en el estadio Monumental. La selección perdió 2 a 1. Lo recaudado, 998 123 994 pesos Ley 18.188, tenía como destino la construcción del predio.
No fue hasta 1987 que, impulsado por el entrenador del equipo Carlos Salvador Bilardo, comenzó su construcción definitiva, que otorgó el Estado Nacional a la AFA en concesión por 30 años. El propio entrenador buscó el terreno y ayudó con los cimentos. En 2010 se renovó la concesión por 30 años, hasta 2048. El predio fue inaugurado en diciembre de 1989, con la idea de trasladar las instalaciones del edificio de Viamonte y construir un estadio propio con capacidad para 40 000 personas. Es utilizado por los distintos planteles desde el mundial de Italia '90.

## Historial de encuentros oficiales reconocidos por FIFA
Contiene datos de: Juegos Olimpicos, Torneo Preolimpico Sudamericano y  Copa de las Americas.
No se incluye el partido de la tragedia del Estadio Nacional del Perú
En cursiva los países y colonia actualmente desaparecidos. Según FIFA:
- Alemania incluye a la Selección de Alemania Federal, pero no a su par de Alemania Democrática, que actualmente forma parte de la Alemania unificada.
- República Checa es sucesora de Checoslovaquia.
- Rusia es sucesora de Unión Soviética.
- Serbia es sucesora de Yugoslavia y Serbia y Montenegro.
- Si bien Australia es un país oceánico, pertenece a la AFC desde 2006, tras haber abandonado la OFC.
- Surinam es sucesora de Guayana Neerlandesa

Actualizado hasta el último partido: 02 de agosto de 2024 -  Francia 1-0 Argentina  (Juegos Olímpicos 2024).

## Jugadores

###### Última convocatoria
Actualizado el 3 de julio de 2024
La selección olímpica de Argentina debe disputar el torneo masculino de fútbol en los Juegos Olímpicos de París 2024. Para dicha competencia el reglamento establece que los jugadores deben haber nacido a partir del 1 de enero de 2001, siendo sub-23 para el año 2024 y además se puede incorporar tres jugadores mayores de 23 años. A continuación, la lista de convocados que disputaron el torneo:

| N.º |                                         | Nombre             | Posición       | Edad    | PJ | G | Equipo                  | Equipo formativo        |
| --- | --------------------------------------- | ------------------ | -------------- | ------- | -- | - | ----------------------- | ----------------------- |
| 1   | Bandera de la Provincia de Buenos Aires | Gerónimo Rulli     | Guardameta     | 32 años | 3  | 0 | Marsella                | Estudiantes de La Plata |
| 12  | Bandera de la Provincia de Buenos Aires | Leandro Brey       | Guardameta     | 22 años | 7  | 0 | Boca Juniors            | Los Andes               |
| 2   | Bandera de la Provincia de Mendoza      | Marco Di Cesare    | Defensa        | 23 años | 4  | 0 | Racing Club             | Argentinos Juniors      |
| 3   | Bandera de Paraguay                     | Julio Soler        | Defensa        | 20 años | 0  | 0 | Bournemouth             | Lanús                   |
| 4   | Bandera de la Provincia de Buenos Aires | Joaquín García     | Defensa        | 23 años | 5  | 0 | Vélez Sarsfield         | Vélez Sarsfield         |
| 6   | Bandera de la Provincia de Santa Fe     | Bruno Amione       | Defensa        | 23 años | 2  | 0 | Santos Laguna           | Belgrano                |
| 13  | Bandera de la Ciudad de Buenos Aires    | Gonzalo Luján      | Defensa        | 22 años | 5  | 0 | San Lorenzo             | San Lorenzo             |
| 16  | Bandera de la Ciudad de Buenos Aires    | Nicolás Otamendi   | Defensa        | 37 años | 0  | 0 | Benfica                 | Vélez Sarsfield         |
| 5   | Bandera de la Ciudad de Buenos Aires    | Ezequiel Fernández | Centrocampista | 22 años | 7  | 0 | Al-Qadsiah              | Boca Juniors            |
| 7   | Bandera de la Provincia de Corrientes   | Kevin Zenón        | Centrocampista | 23 años | 1  | 1 | Boca Juniors            | Unión                   |
| 8   | Bandera de la Provincia de Buenos Aires | Cristian Medina    | Centrocampista | 22 años | 5  | 0 | Estudiantes de La Plata | Boca Juniors            |
| 14  | Bandera de la Ciudad de Buenos Aires    | Santiago Hezze     | Centrocampista | 23 años | 3  | 0 | Olympiakos              | Huracán                 |
| 9   | Bandera de la Provincia de Córdoba      | Julián Álvarez     | Delantero      | 25 años | 9  | 2 | Club Atlético de Madrid | River Plate             |
| 10  | Bandera de la Provincia de Buenos Aires | Thiago Almada      | Delantero      | 23 años | 7  | 5 | Lyon                    | Vélez Sarsfield         |
| 11  | Bandera de la Provincia del Chaco       | Claudio Echeverri  | Delantero      | 19 años | 6  | 0 | Manchester City         | River Plate             |
| 15  | Bandera de la Provincia de Santa Fe     | Luciano Gondou     | Delantero      | 23 años | 7  | 5 | Zenit                   | Sarmiento (Junín)       |
| 17  | Bandera de Italia                       | Giuliano Simeone   | Delantero      | 22 años | 2  | 2 | Club Atlético de Madrid | Club Atlético de Madrid |
| 18  | Bandera de la Provincia de Córdoba      | Lucas Beltrán      | Delantero      | 23 años | 4  | 4 | Fiorentina              | River Plate             |

| Cuerpo técnico     | Cuerpo técnico    | Cuerpo técnico          | Cuerpo técnico                    |
| ------------------ | ----------------- | ----------------------- | --------------------------------- |
| Entrenador:        | Javier Mascherano | Asistentes:             | Leandro Stillitano - Lucas Pagano |
| Preparador físico: | Pablo Blanco      | Entrenador de arqueros: | Mauro Dobler                      |

#### Goleadores en losJuegos Olímpicos
| #  | Jugador               | Goles | Partidos | Ediciones disputados |
| -- | --------------------- | ----- | -------- | -------------------- |
| 1° | Carlos Tevez          | 8     | 6        | 2004                 |
| 2° | Hernan Crespo         | 6     | 6        | 1996                 |
| 3° | Juan Oleniak          | 4     | 3        | 1960                 |
| 4° | Carlos Moreno         | 3     | 4        | 1988                 |
| 5° | Juan Carlos Dominguez | 2     | 2        | 1964                 |
| 5° | Claudio Javier López  | 2     | 6        | 1996                 |
| 5° | César Delgado         | 2     | 6        | 2004                 |
| 5° | Lionel Messi          | 2     | 6        | 2008                 |
| 5° | Sergio Agüero         | 2     | 6        | 2008                 |
| 5° | Ángel Di María        | 2     | 6        | 2008                 |
| 5° | Ezequiel Lavezzi      | 2     | 6        | 2008                 |
| 5° | Thiago Almada         | 2     | 4        | 2024                 |

## Estadísticas

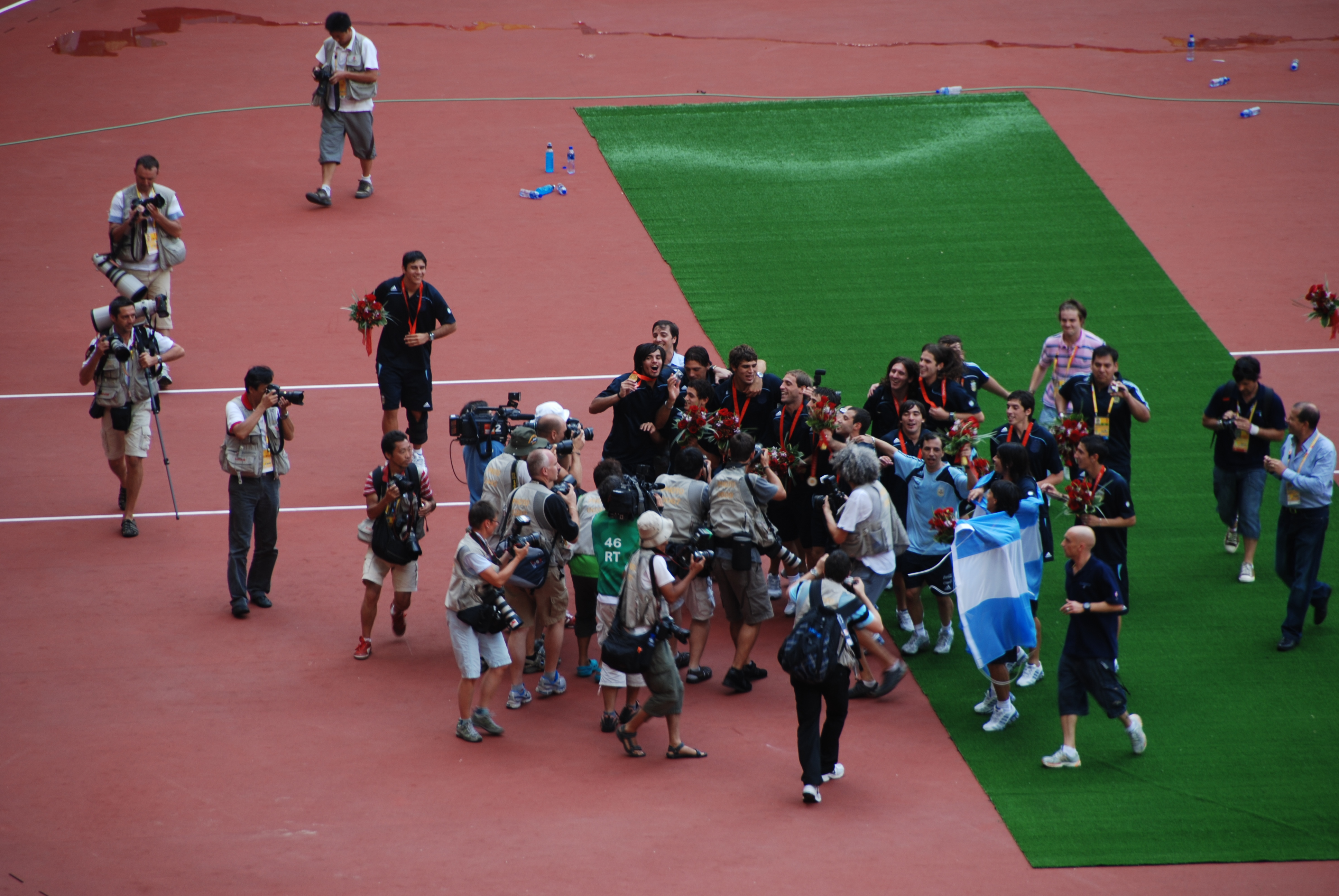
La selección sub-23 argentina, tras ganar la medalla de oro en los Juegos Olímpicos de Pekín 2008.

### Torneo Olímpico de Fútbol
| Edición             | Resultado                                 | Pos.                                      | PJ                                        | PG                                        | PE                                        | PP                                        | GF                                        | GC                                        | Dif.                                      | Goleador                                  |
| ------------------- | ----------------------------------------- | ----------------------------------------- | ----------------------------------------- | ----------------------------------------- | ----------------------------------------- | ----------------------------------------- | ----------------------------------------- | ----------------------------------------- | ----------------------------------------- | ----------------------------------------- |
| Helsinki 1952       | No se clasificó                           | No se clasificó                           | No se clasificó                           | No se clasificó                           | No se clasificó                           | No se clasificó                           | No se clasificó                           | No se clasificó                           | No se clasificó                           | No se clasificó                           |
| Melbourne 1956      | No se clasificó                           | No se clasificó                           | No se clasificó                           | No se clasificó                           | No se clasificó                           | No se clasificó                           | No se clasificó                           | No se clasificó                           | No se clasificó                           | No se clasificó                           |
| Roma 1960           | Primera fase                              | 7.º                                       | 3                                         | 2                                         | 0                                         | 1                                         | 6                                         | 4                                         | +2                                        | Juan Carlos Oleniak: 4                    |
| Tokio 1964          | Primera fase                              | 10.º                                      | 2                                         | 0                                         | 1                                         | 1                                         | 3                                         | 4                                         | -1                                        | Juan Carlos Dominguez: 2                  |
| México 1968         | No se clasificó                           | No se clasificó                           | No se clasificó                           | No se clasificó                           | No se clasificó                           | No se clasificó                           | No se clasificó                           | No se clasificó                           | No se clasificó                           | No se clasificó                           |
| Múnich 1972         | No se clasificó                           | No se clasificó                           | No se clasificó                           | No se clasificó                           | No se clasificó                           | No se clasificó                           | No se clasificó                           | No se clasificó                           | No se clasificó                           | No se clasificó                           |
| Montreal 1976       | No se clasificó                           | No se clasificó                           | No se clasificó                           | No se clasificó                           | No se clasificó                           | No se clasificó                           | No se clasificó                           | No se clasificó                           | No se clasificó                           | No se clasificó                           |
| Moscú 1980          | Se clasificó pero no participó del evento | Se clasificó pero no participó del evento | Se clasificó pero no participó del evento | Se clasificó pero no participó del evento | Se clasificó pero no participó del evento | Se clasificó pero no participó del evento | Se clasificó pero no participó del evento | Se clasificó pero no participó del evento | Se clasificó pero no participó del evento | Se clasificó pero no participó del evento |
| Los Ángeles 1984    | No se clasificó                           | No se clasificó                           | No se clasificó                           | No se clasificó                           | No se clasificó                           | No se clasificó                           | No se clasificó                           | No se clasificó                           | No se clasificó                           | No se clasificó                           |
| Seúl 1988           | Cuartos de final                          | 8.º                                       | 4                                         | 1                                         | 1                                         | 2                                         | 4                                         | 5                                         | -1                                        | Alfaro Moreno: 3                          |
| Barcelona 1992      | No se clasificó                           | No se clasificó                           | No se clasificó                           | No se clasificó                           | No se clasificó                           | No se clasificó                           | No se clasificó                           | No se clasificó                           | No se clasificó                           | No se clasificó                           |
| Atlanta 1996        | Medalla de Plata                          | 2.º                                       | 6                                         | 3                                         | 2                                         | 1                                         | 13                                        | 6                                         | +7                                        | Hernán Crespo: 6                          |
| Sídney 2000         | No se clasificó                           | No se clasificó                           | No se clasificó                           | No se clasificó                           | No se clasificó                           | No se clasificó                           | No se clasificó                           | No se clasificó                           | No se clasificó                           | No se clasificó                           |
| Atenas 2004         | Medalla de Oro                            | 1.º                                       | 6                                         | 6                                         | 0                                         | 0                                         | 17                                        | 0                                         | +17                                       | Carlos Tévez: 8                           |
| Pekín 2008          | Medalla de Oro                            | 1.º                                       | 6                                         | 6                                         | 0                                         | 0                                         | 11                                        | 2                                         | +9                                        | Messi, Aguero, Di Maria y Lavezzi: 2      |
| Londres 2012        | No se clasificó                           | No se clasificó                           | No se clasificó                           | No se clasificó                           | No se clasificó                           | No se clasificó                           | No se clasificó                           | No se clasificó                           | No se clasificó                           | No se clasificó                           |
| Río de Janeiro 2016 | Primera fase                              | 11.º                                      | 3                                         | 1                                         | 1                                         | 1                                         | 3                                         | 4                                         | -1                                        | Correa, Calleri y Martinez: 1             |
| Tokio 2020          | Primera fase                              | 10.º                                      | 3                                         | 1                                         | 1                                         | 1                                         | 2                                         | 3                                         | -1                                        | Medina y Tomás Belmonte: 1                |
| París 2024          | Cuartos de final                          | 7.º                                       | 4                                         | 2                                         | 0                                         | 2                                         | 6                                         | 4                                         | +2                                        | Thiago Almada: 2                          |
| Total               | 10/18                                     | -                                         | 37                                        | 22                                        | 6                                         | 9                                         | 65                                        | 32                                        | +33                                       | Carlos Tevez: 8                           |

### Torneo Preolímpico Sudamericano Sub-23
| Edición        | Resultado    | Pos.         | PJ           | PG           | PE           | PP           | GF           | GC           | Dif.         | Goleador                              |
| Perú 1960      | Campeón      | 1.º          | 6            | 6            | 0            | 0            | 25           | 6            | +19          | Mario Desiderio: 6                    |
| Perú 1964      | Campeón      | 1.º          | 5            | 5            | 0            | 0            | 11           | 1            | +10          | Carlos Bulla: 5                       |
| -------------- | ------------ | ------------ | ------------ | ------------ | ------------ | ------------ | ------------ | ------------ | ------------ | ------------------------------------- |
| Colombia 1968  | No participó | No participó | No participó | No participó | No participó | No participó | No participó | No participó | No participó | No participó                          |
| Colombia 1972  | Tercer lugar | 3.º          | 7            | 1            | 5            | 1            | 7            | 6            | +1           | Edgardo Di Meola: 3                   |
| Brasil 1976    | Tercer lugar | 3.º          | 5            | 2            | 1            | 2            | 7            | 8            | -1           | Montes, Costas y Alfaro: 2            |
| Colombia 1980  | Campeón      | 1.º          | 6            | 5            | 1            | 0            | 13           | 2            | +11          | Juan José Meza: 6                     |
| Ecuador 1984   | No participó | No participó | No participó | No participó | No participó | No participó | No participó | No participó | No participó | No participó                          |
| Bolivia 1988   | Subcampeón   | 2.º          | 7            | 3            | 3            | 1            | 8            | 2            | +6           | Troglio y Perazzo: 2                  |
| Paraguay 1992  | Primera fase | 5.º          | 4            | 2            | 1            | 1            | 4            | 3            | +1           | Simeone, Berizzo, Flores y Latorre: 1 |
| Argentina 1996 | Subcampeón   | 2.º          | 7            | 6            | 1            | 0            | 21           | 3            | +18          | Marcelo Delgado: 7                    |
| Brasil 2000    | Tercer lugar | 3.º          | 7            | 3            | 1            | 3            | 12           | 9            | +3           | Messera, Cambiasso y Cufre: 2         |
| Chile 2004     | Campeón      | 1.º          | 7            | 5            | 2            | 0            | 16           | 8            | +8           | Gonzalez, Ferreyra y Figueroa: 3      |
| Colombia 2020  | Campeón      | 1.°          | 7            | 6            | 0            | 1            | 14           | 8            | +6           | Alexis Mac Allister: 4                |
| Venezuela 2024 | Subcampeón   | 2.°          | 7            | 3            | 4            | 0            | 17           | 9            | +8           | Thiago Almada: 5                      |
| Total          | 12/14        | -            | 75           | 47           | 20           | 9            | 155          | 65           | +90          | Marcelo Delgado: 7                    |

### Copa de las Américas Sub-23
| Edición       | Resultado    | Pos. | PJ | PG | PE | PP | GF | GC | Dif. | Goleador                      |
| ------------- | ------------ | ---- | -- | -- | -- | -- | -- | -- | ---- | ----------------------------- |
| Colombia 1994 | Primera fase | 5.º  | 3  | 1  | 2  | 0  | 4  | 3  | +1   | Guillermo Barros Schelotto: 2 |
| Total         | 1/1          | 5.º  | 3  | 1  | 2  | 0  | 4  | 3  | +1   | Guillermo Barros Schelotto: 2 |

## Récords y notas
- Mayor goleada a favor:
  - 6-0 a Chile, en el Torneo Preolímpico de las Américas de 1960.
  - 6-0 a Ecuador, en el Torneo Preolímpico Sudamericano Sub-23 de 1996.
  - 6-0 a Serbia y Montenegro, en el Torneo masculino de fútbol en los Juegos Olímpicos de Atenas 2004.
- Mayor goleada en contra:
  - 0-3 con Brasil, en el Torneo Preolímpico Sudamericano Sub-23 de 2020.
- Partido con más goles:
  - Victoria 6-2 contra Surinam en los Torneo Preolímpico de las Américas de 1960 .

- Es junto a Brasil la única la selección en haber ganado el Torneo Preolímpico y los Juegos Olímpicos.
- Fue la primera selección en ganar el Torneo Preolímpico, en 1960.
- Solo cuatro selecciones campeonas del mundo consiguieron ser dos veces campeonas de los Juegos Olímpicos en la sección del fútbol: Argentina, Uruguay, Brasil y España. Inglaterra pudo ser la quinta selección en reclamar semejante honor pero lo hizo bajo bandera de Gran Bretaña. Hungría tiene el récord olímpico de tres preseas doradas pero no ha podido ser campeona del mundo.
- Disputó junto a Guayana Neerlandesa el primer partido de la historia del Torneo Preolímpico. En este partido Argentina le ganó a Guayana Neerlandesa por 6-2.
- Mario Desiderio fue el máximo goleador de la primera edición del  Torneo Preolímpico, en 1960, con 6 goles.
- En fútbol masculino en los Juegos Olímpicos, Argentina marcha tercera en el medallero histórico, con 4 medallas en total: dos de oro y dos de plata, detrás de Brasil (7; 2 de oro, 3 de plata y 2 de bronce) y la selección de España (5; 2 de oro y 3 de plata)
- En un partido amistoso disputado contra Uruguay (Argentina 2 - Uruguay 1), el día 2/10/1924 en Buenos Aires, Cesáreo Onzari convirtió un gol directo desde un saque de esquina, que si bien no fue el primero de la historia, sí fue el que dio origen al término "gol olímpico", por haber sido convertido contra la selección campeona de los Juegos Olímpicos de París de 1924. De allí viene también el término "alambrado olímpico", ya que el partido disputado en el estadio de Sportivo Barracas requirió del mismo para controlar a la gran cantidad de almas allí presentes.
- Las 2 veces que salió campeona de los Juegos Olímpicos (2004 y 2008), lo hizo de manera invicta. Además, en la edición de 2004, no recibió ni un solo gol en todo el torneo.
- Disputó junto a Nigeria la final de los Juegos Olímpicos 1996 y 2008, conformando la final más repetida de la historia de los Juegos Olímpicos.

## Palmarés
| Competición                   |                                   |                       |                       |
| Competición                   | Medalla de Oro                    | Medalla de Plata      | Medalla de Bronce     |
| ----------------------------- | --------------------------------- | --------------------- | --------------------- |
| Torneo Olímpico de Fútbol     | 2 (2004 y 2008)                   | 1 (1996)              | –                     |
| Torneo Preolímpico            | 5 (1960, 1964, 1980, 2004 y 2020) | 3 (1988, 1996 y 2024) | 3 (1972, 1976 y 2000) |
| Torneo Panamericano de Fútbol | 2 (1995 y 2019)                   | 1 (2011, Sub-22)      | –                     |

### Cronología de los títulos
| Sede      | Torneo               | Año  | N.º |
| --------- | -------------------- | ---- | --- |
| Perú      | Torneo Preolímpico   | 1960 | 1.º |
| Perú      | Torneo Preolímpico   | 1964 | 2.º |
| Colombia  | Torneo Preolímpico   | 1980 | 3.º |
| Argentina | Juegos Panamericanos | 1995 | 4.º |
| Chile     | Torneo Preolímpico   | 2004 | 5.º |
| Grecia    | Juegos Olímpicos     | 2004 | 6.º |
| China     | Juegos Olímpicos     | 2008 | 7.º |
| Perú      | Juegos Panamericanos | 2019 | 8.º |
| Colombia  | Torneo Preolímpico   | 2020 | 9.º |